# Aín
Pour les articles homonymes, voir Ain.
Aín, en valencien et officiellement (Ahín en castillan), est une commune d'Espagne de la province de Castellón dans la Communauté valencienne. Elle est située dans la comarque de Plana Baixa et dans la zone à prédominance linguistique valencienne.

## Économie

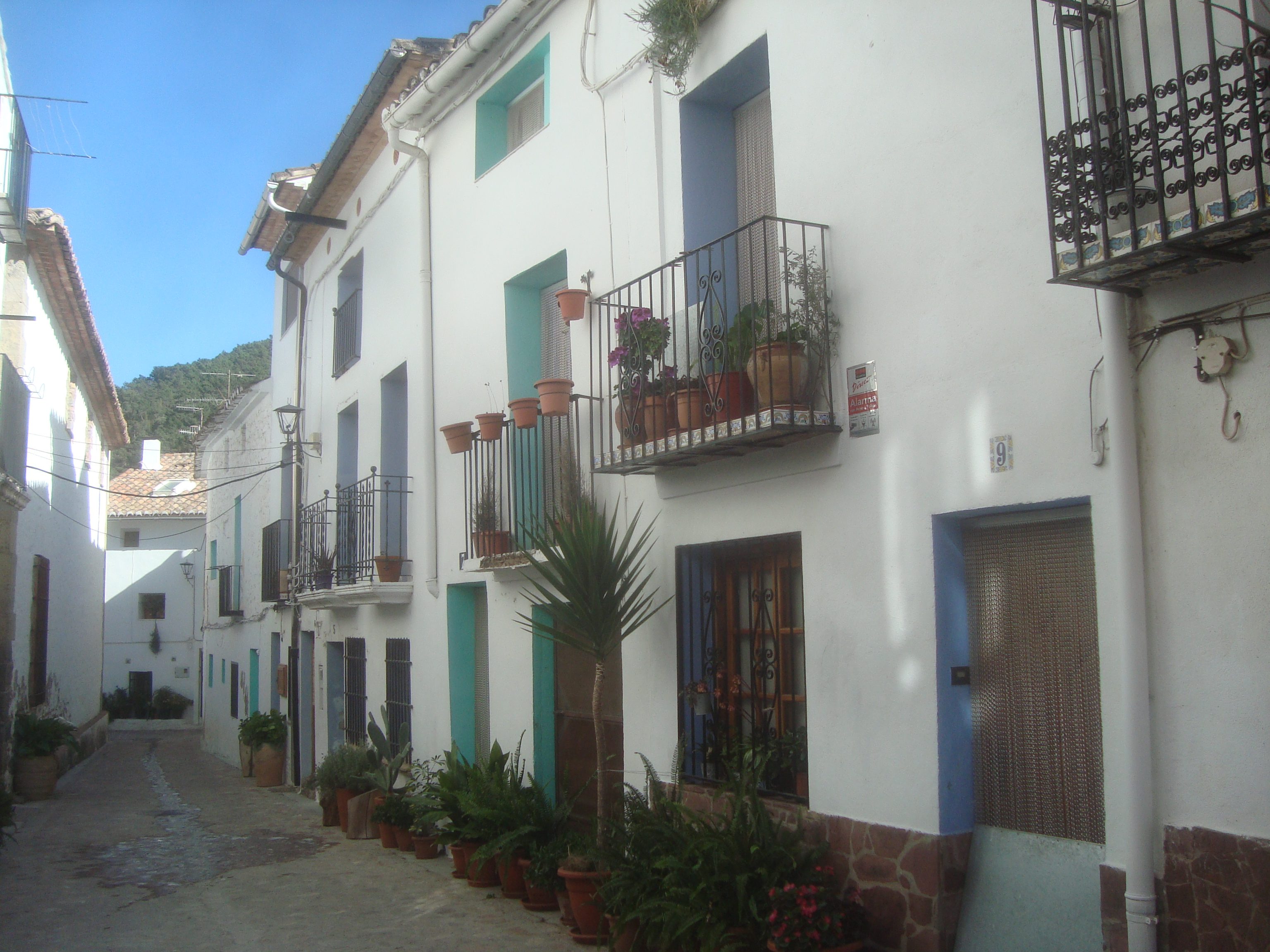
Calle Mayor, Aín-Ahín.

## Patrimoine

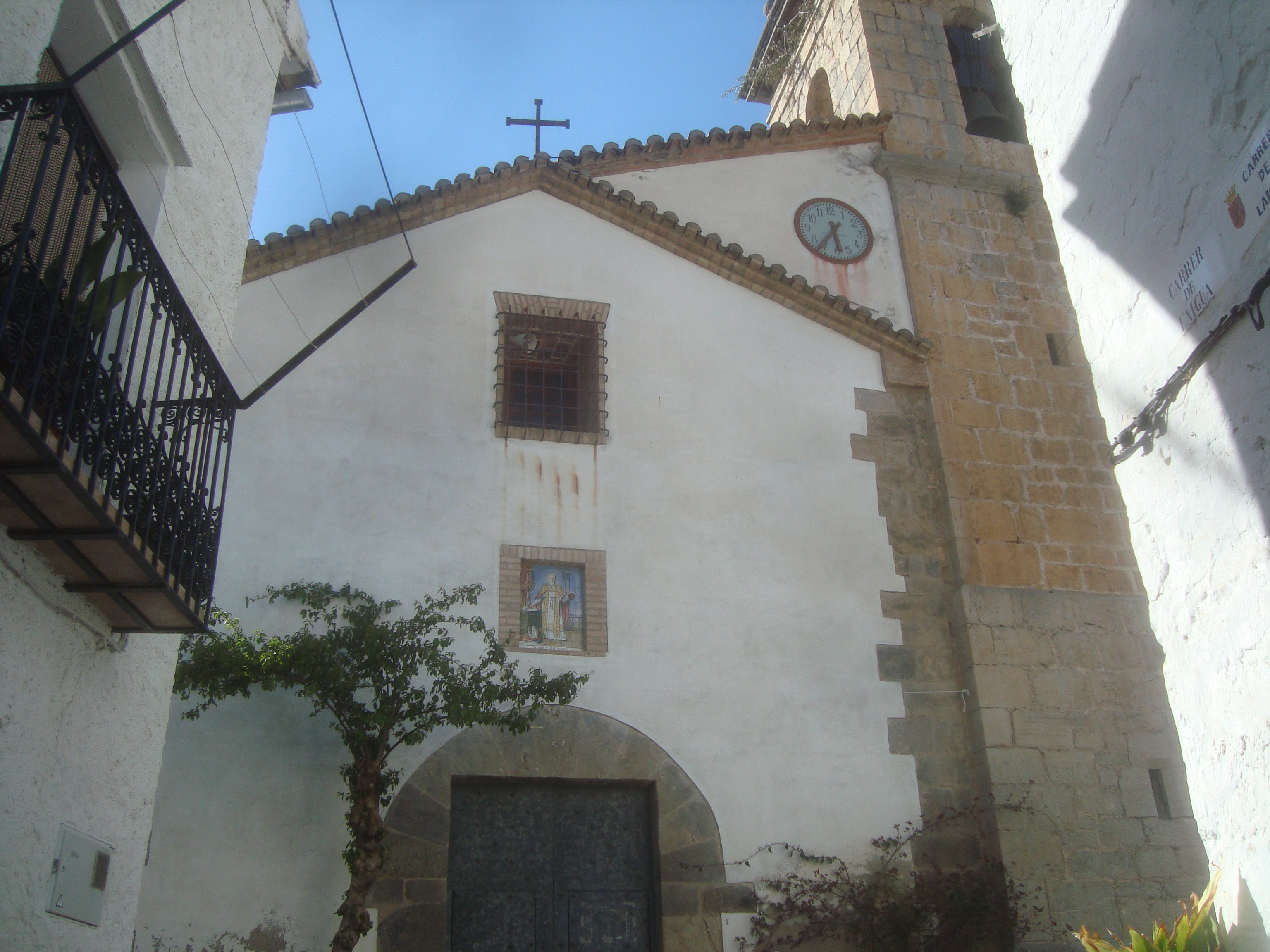
Iglesia Parroquial de San Miguel de Ahín-Ahín.

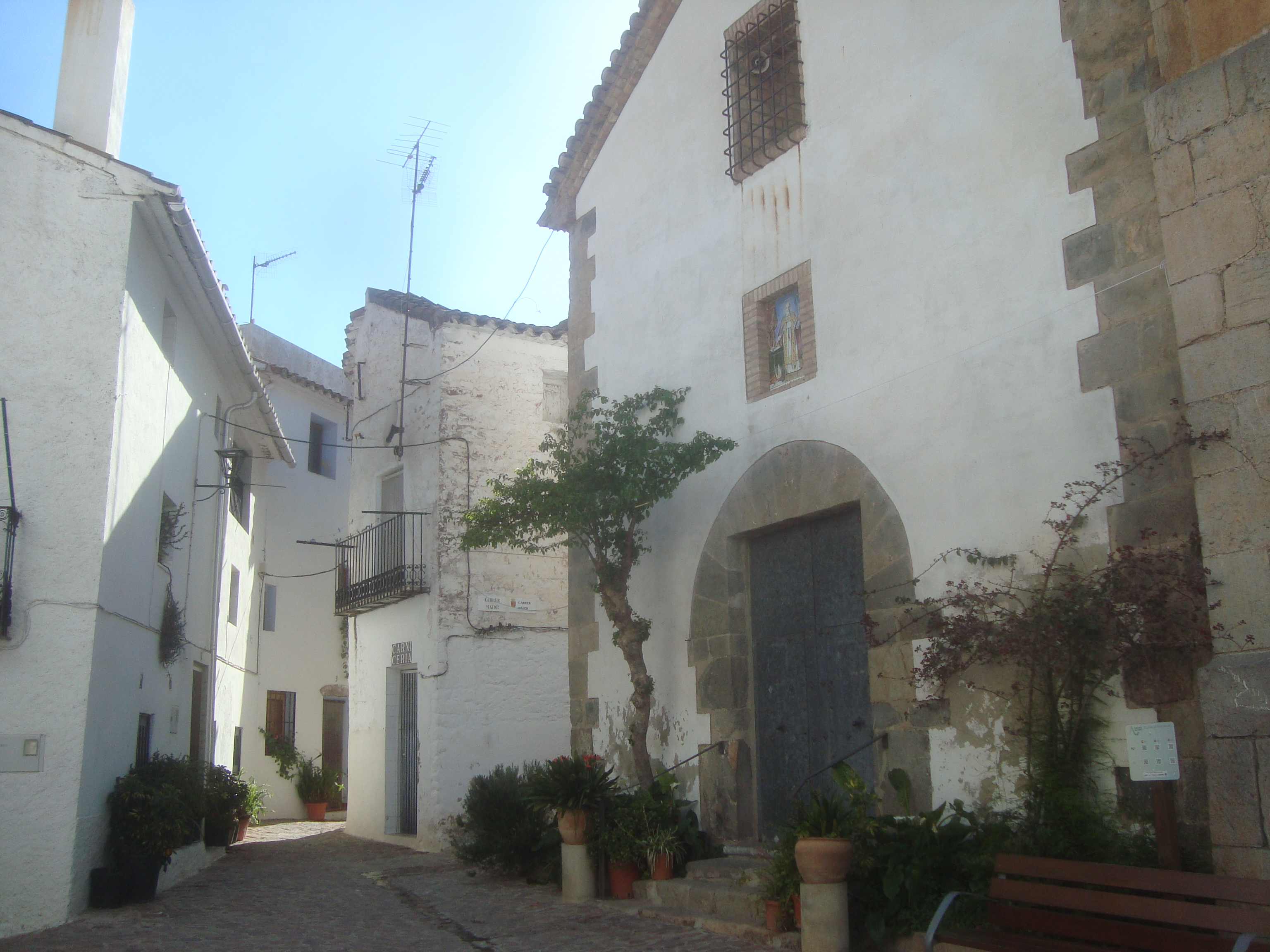
Aín.

## Géographie

Localisation d'Aín
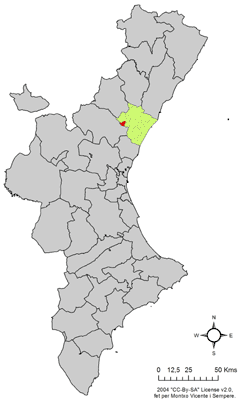
dans la Communauté valencienne.
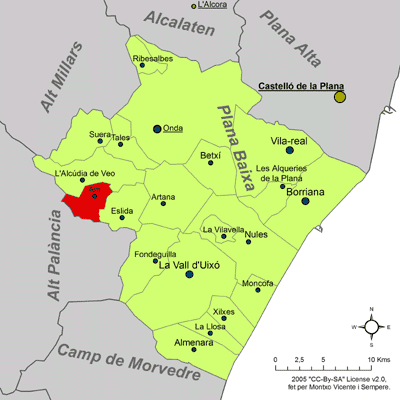
dans la comarque de Plana Baixa.